# 畜産学
畜産学（ちくさんがく、英語：animal science, zootechnical science）とは、動物の畜産利用に関わる研究を中心とした学問分野である。本来、畜産業への対応を重視した学問であったが、近年では動物生命科学全般への貢献も進んでおり、大学では畜産科学、応用動物科学、動物生産科学などという呼び方をするところが多くなっている。また畜産関連だけではなく、野生動物の生態や保全、もしくは伴侶動物（愛玩動物）との共存についても触れている大学がある。
諸分野は大きく分けて以下のようなものがある。

## 動物生産分野
家畜の生産そのものに関わる分野。
家畜育種学（応用動物遺伝学）、家畜繁殖学（動物生殖科学）、家畜生産生理学（動物生産生理学）、家畜飼料学、家畜栄養学（家畜飼養学）、家畜管理学、家畜衛生学など。
- 家畜栄養学 - 家畜の栄養に関する学問。家畜栄養の原理を究明し、効率的な家畜生産を図る分野。主に飼養試験（栄養試験）によって飼料の栄養価や飼養法などを評価するが、他にもin vitro, in situ法を用いる。関連用語：消化率、可消化養分総量（TDN）、エネルギー代謝、窒素代謝、脂質代謝、ミネラル、ビタミン
- 家畜飼料学 - 飼料の種類、品種、飼料形状、調製法、保存法に関する分野である。飼料を作る飼料生産学および草地学と動物側の家畜栄養学との間を埋める位置づけ。キーワード：粗飼料、濃厚飼料、サイレージ、牧草、食品副産物、飼料成分

## 飼料生産分野
家畜の食べる飼料に関する分野。生態学とも関連する。
飼料生産学、草地学など。

## 畜産物利用、加工分野
家畜から畜産物を作り出す過程、技術などに関する分野。
畜産原料学、畜産物利用学など。

## 人間との共生に関する分野
家畜文化史、家畜福祉論。

## 経営学、経済学分野
畜産経営学、畜産流通学。

## 環境分野
畜産環境学
畜産農家と近隣住民との間で問題となる悪臭や、糞尿による地下水汚染、反芻家畜（反芻動物）の反芻胃（はんすうい；ルーメン）から排出される温室効果ガスのメタンや亜酸化窒素など、現在の畜産業が抱える環境問題の解決に関する分野。